# Канкан (аэропорт)
Канкан (IATA: KNN, ICAO: GUXD) — аэропорт в городе Канкан, Гвинея.
Покрытие взлётно-посадочной полосы — асфальтобетон, длина — 2650 метров.
Ранее аэропорт находился внутри города и прежняя взлётно-посадочная полоса теперь стала одной из улиц города. Код ICAO старого аэропорта был иным: GUXN, а не GUXD.
Приводная радиостанция аэропорта (KN) находится в городе, на 10 км к юго-западу от аэропорта.